# Maison-Blanche (Irkoutsk)
Pour les articles homonymes, voir Maison-Blanche (homonymie).
La Maison-Blanche (en russe : Белый дом), également connue sous le nom de palais Sibiriakov, est un bâtiment en pierre de style Empire situé à Irkoutsk sur le boulevard Gagarine. Il abrite l'université d'État d'Irkoutsk depuis 1918 et est un objet du patrimoine culturel russe d'importance fédérale depuis 1974.

## Histoire
Il a été construit à l'origine comme manoir des marchands Sibiriakov, entre 1800 et 1804. Au milieu du XIXe siècle, il servait de résidence aux gouverneurs généraux de la Sibérie orientale, en particulier Nikolaï Mouraviov-Amourski, au sujet duquel un mémorial a été érigé lors du 200e anniversaire de sa naissance en 2009. Aujourd'hui, le bâtiment abrite l'Université d'Irkoutsk.
Le bâtiment a été construit sur ordre de Mikhaïl Vassilievitch Sibiriakov dans le style Empire. L'architecte est inconnu avec certitude, mais c'est vraisemblablement Giacomo Quarenghi. Après la mort de son fils Ksénophon Mikhaïlovitch en 1825, sa famille vécut quelque temps dans le bâtiment, mais dans les années 1830, la maison fut vendue à la ville. De 1837 à 1917, le bâtiment avait le statut de résidence des gouverneurs généraux de la Sibérie orientale, qui étaient au nombre de 13. Pendant la révolution, le Comité exécutif central des Soviets de Sibérie y était situé, mais déjà en 1918, l'Université d'État d'Irkoutsk s'installa dans la maison.